# Café Semadeni
Pour les articles homonymes, voir Semadeni.
Le Café Semadeni était un café de Kiev aux XIXe et XXe siècles fondée par un Suisse. C'est aussi le nom d'un établissement de Poschiavo, en Suisse

## Histoire
Le café fut fondé en 1888 par le Suisse Bernard Semadeni (uk) et Martin Stifler. Initialement, il se composait de deux cafés avec des salles de billard sur Krechtchatyk et un lieu de confection de confiseries. Par la suite, Semadeni racheta la part de Stifler renomma les deux cafés en son honneur.
Tout au long du XIXe siècle, des confiseurs suisses du canton des Grisons étaient venus sur les terres polonaises (mais aussi marseillaises,). Parmi eux, les confiseurs de la famille Semadeni (pl) constituaient le groupe le plus nombreux. Ils étaient originaires de la commune de Poschiavo (située juste à la frontière italienne, au sud du col de la Bernina, qui les sépare de la région connue sous le nom de Engadine dans la haute vallée de l'Inn). Ils ont établi des confiseries dans plusieurs villes, dont les plus célèbres étaient à Varsovie, Lublin et la confiserie polonaise de Kiev, toujours mentionnée dans de nombreuses publications. Pendant une grande partie du XIXe siècle, ils ont formé un cercle fermé d'immigrants et ont presque tous épousé des femmes suisses. Ils étaient évangéliques réformés (calvinistes).

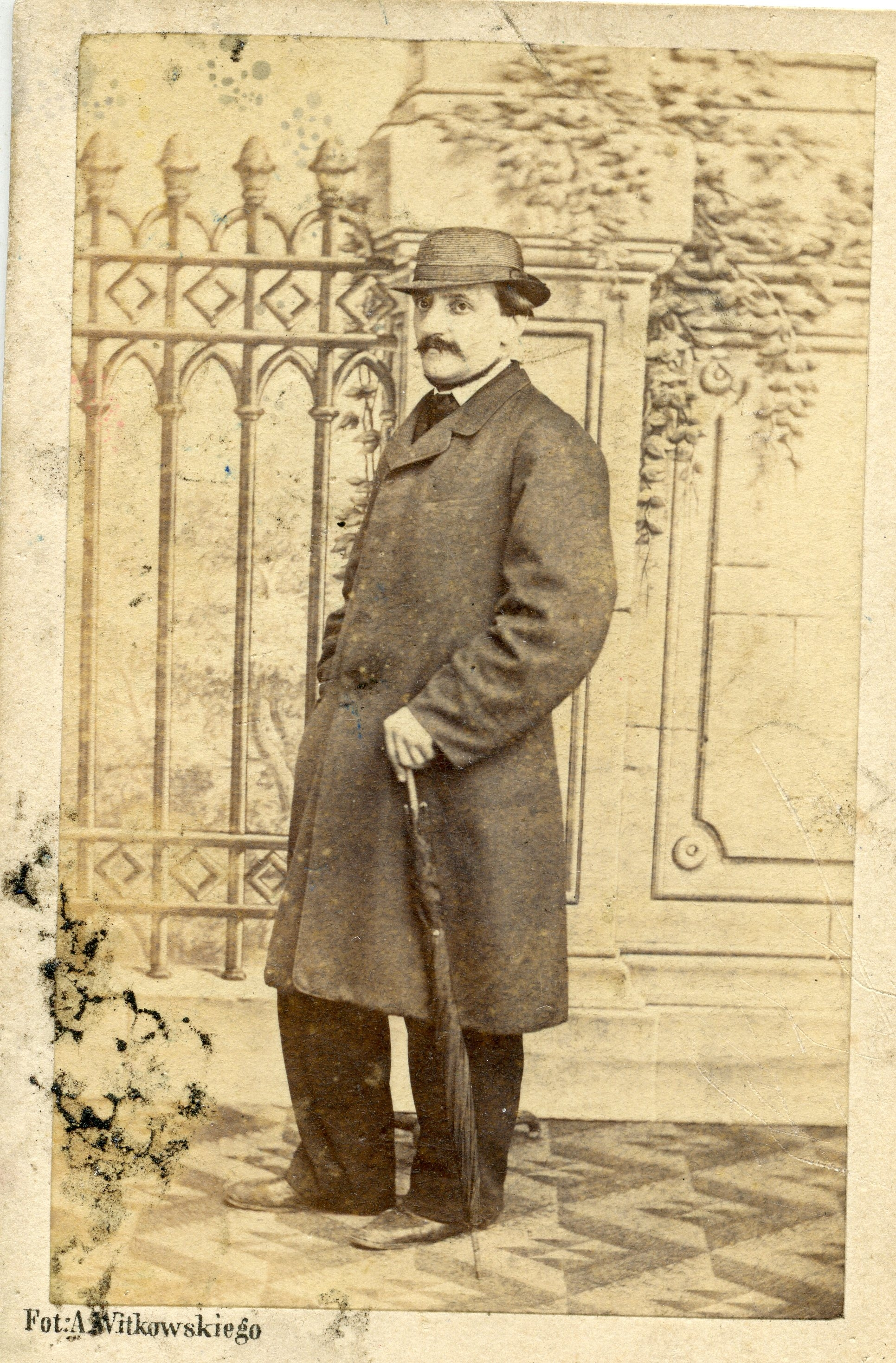
Bernard Semadeni (1827-1892)
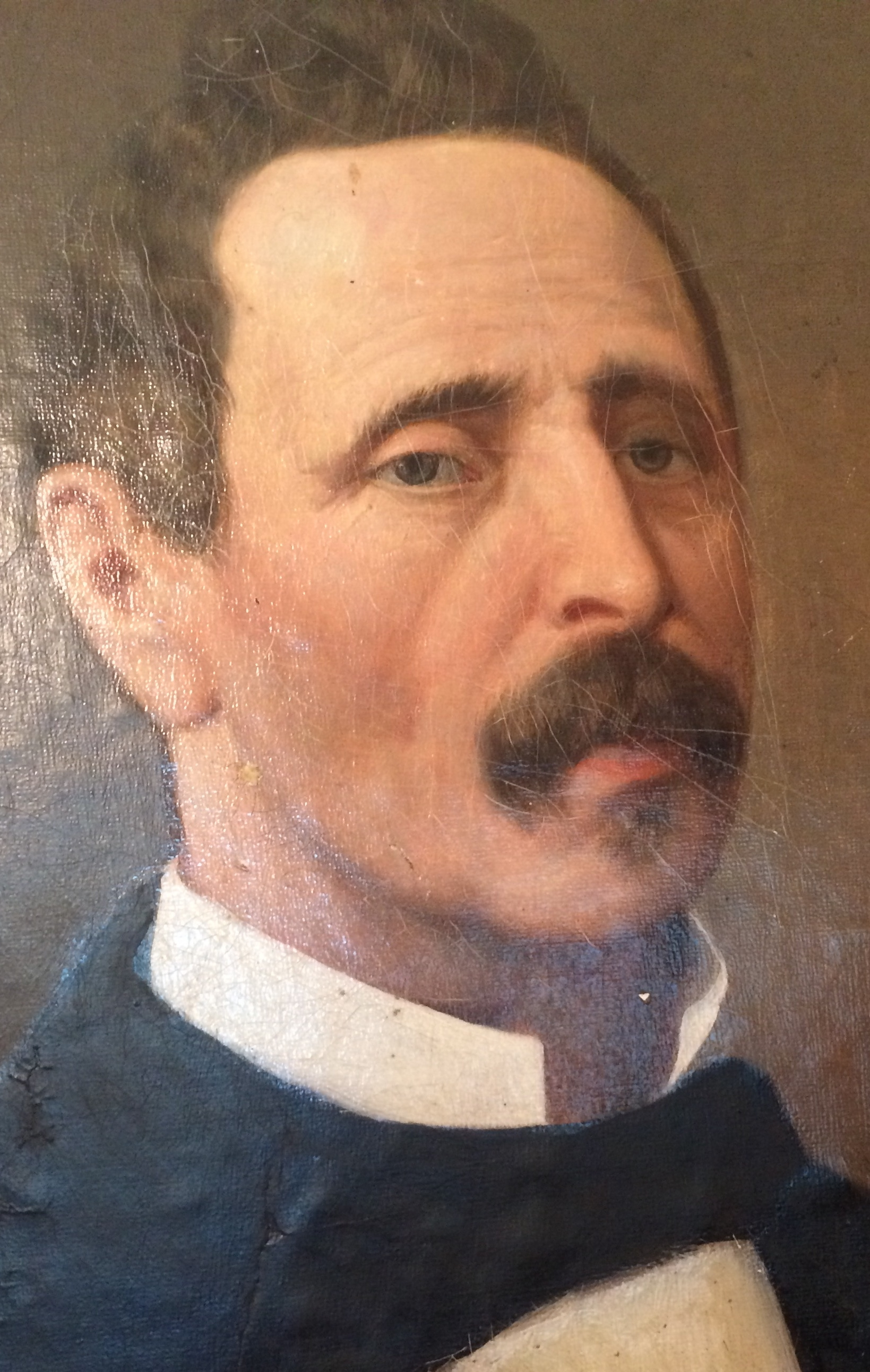
Bernardo Otto Semadeni (1845-1907)
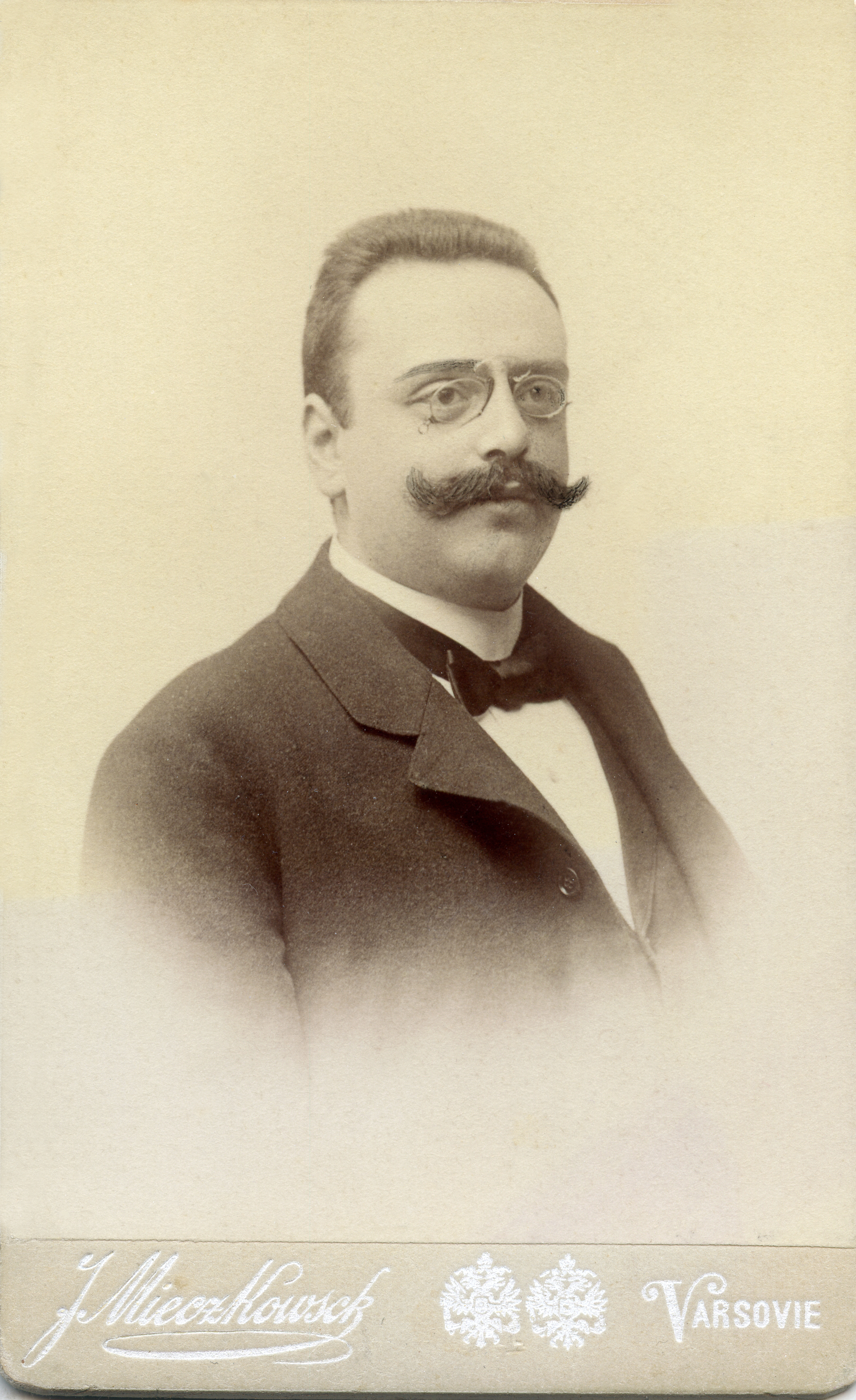
Ryszard Semadeni (1874-1930)

Le week-end, le public de Kiev venait à Semadena pour bavarder, jouer au billard et lire la presse d’Europe occidentale. Des dragées aux amandes, des tablettes de chocolat, des marrons glacés, des ananas américains, des gâteaux de marque  « Semadeni ». En outre, ici, les clients pouvaient acheter des caramels à la menthe exclusifs « Katie-Boss » (ukrainien : Кеті-Бос) avec un extrait d’herbes médicinales (des médecins la recommandaient contre la toux) et du kéfir exclusif, qui était légendaire
Parmi les visiteurs célèbres des cafés se trouvaient le compositeur Mykola Lyssenko, l'écrivain Cholem Aleikhem et le jeune journaliste Constantin Paoustovski
Le Café Semadeni de Krechtchatyk était situé en face de la Douma de la ville et de la Bourse de Kiev, de sorte que le public se réunissait ici. En semaine, commerçants et courtiers y tenaient des réunions, écrivant souvent leurs calculs directement à la surface des tables en marbre,
Et justement parce que c'était un lieu de réunion informel des boursiers, fut bâti en face du café un monument à la mémoire de Piotr Stolypine (Premier ministre de l'empereur Nicolas II de Russie qui fut assassiné par Dmitri Bogrov, un SR et indicateur de la police secrète Okhrana alors qu'il assistait à une représentation du Conte du tsar Saltan à l'opéra de Kiev en présence de l'empereur et de deux grandes-duchesses). Une hypothèse est que « le café Semadeni était situé à proximité de la bourse de Kiev et jouissait du statut de "bourse informelle" où de nombreux commerçants juifs avaient l'habitude de se réunir. Pour les nationalistes russes, qui luttaient pour que le commerce russe fasse contrepoids au capital commercial juif, ce choix signifiait une présence symbolique du nationalisme russe dans le commerce et les échanges » En 1917, le monument fut démantelé, « la statue de Stolypine étant "pendue" sur un échafaudage spécialement construit : il s'agissait d'une vengeance symbolique pour la persécution et l'exécution des révolutionnaires en 1906-1907 ». 

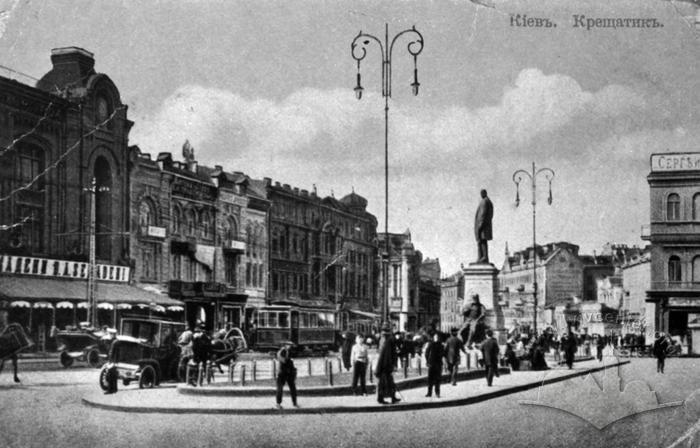
Le monument en mémoire de Piotr Stolypine en face du Café Semadini, à gauche
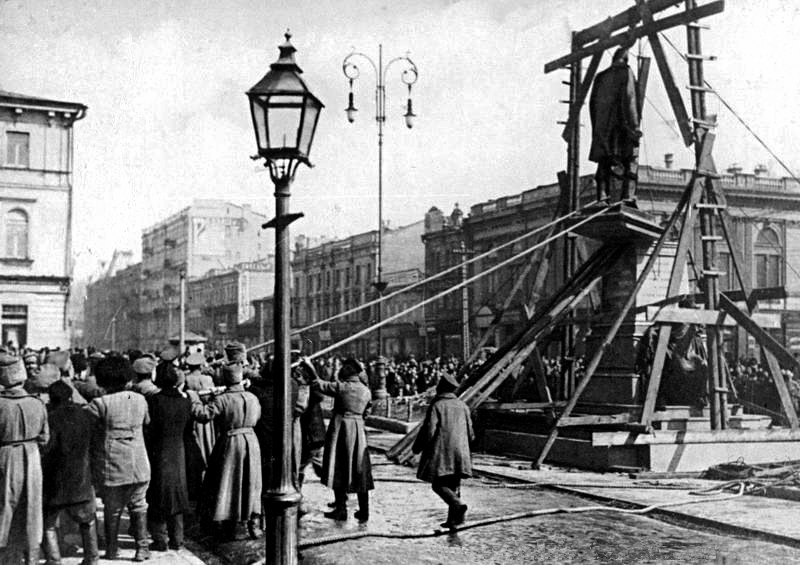
Destruction du monument en 1917

Le réseau de cafés Semadeni exista jusqu’en 1925.
Après la Révolution Bolchevique, la confiserie fut nationalisée. Pendant la période de la Nouvelle politique économique, Andrea Semadeni et sa femme Alina (née Kniazikow), munis de passeports suisses, furent autorisés à quitter l'URSS et arrivèrent vers 1934 à Varsovie, où Andrea fut employé comme confiseur. En 1939, la maison où ils vivaient a été touchée par une bombe. Ils sont donc partis en 1940 pour la Suisse. Lorsque les Allemands sont entrés dans Kiev en septembre 1941, les Russes minèrent presque tout Khreshchatyk et firent tout sauter au bout de quelques jours, y compris le bâtiment qui abritait la confiserie et le café. 
En 2004, un tout nouveau magasin de bonbons Semadeni a été ouvert à Kiev au 68 rue Velyka Vasylkivska (uk), toujours actif en 2021 

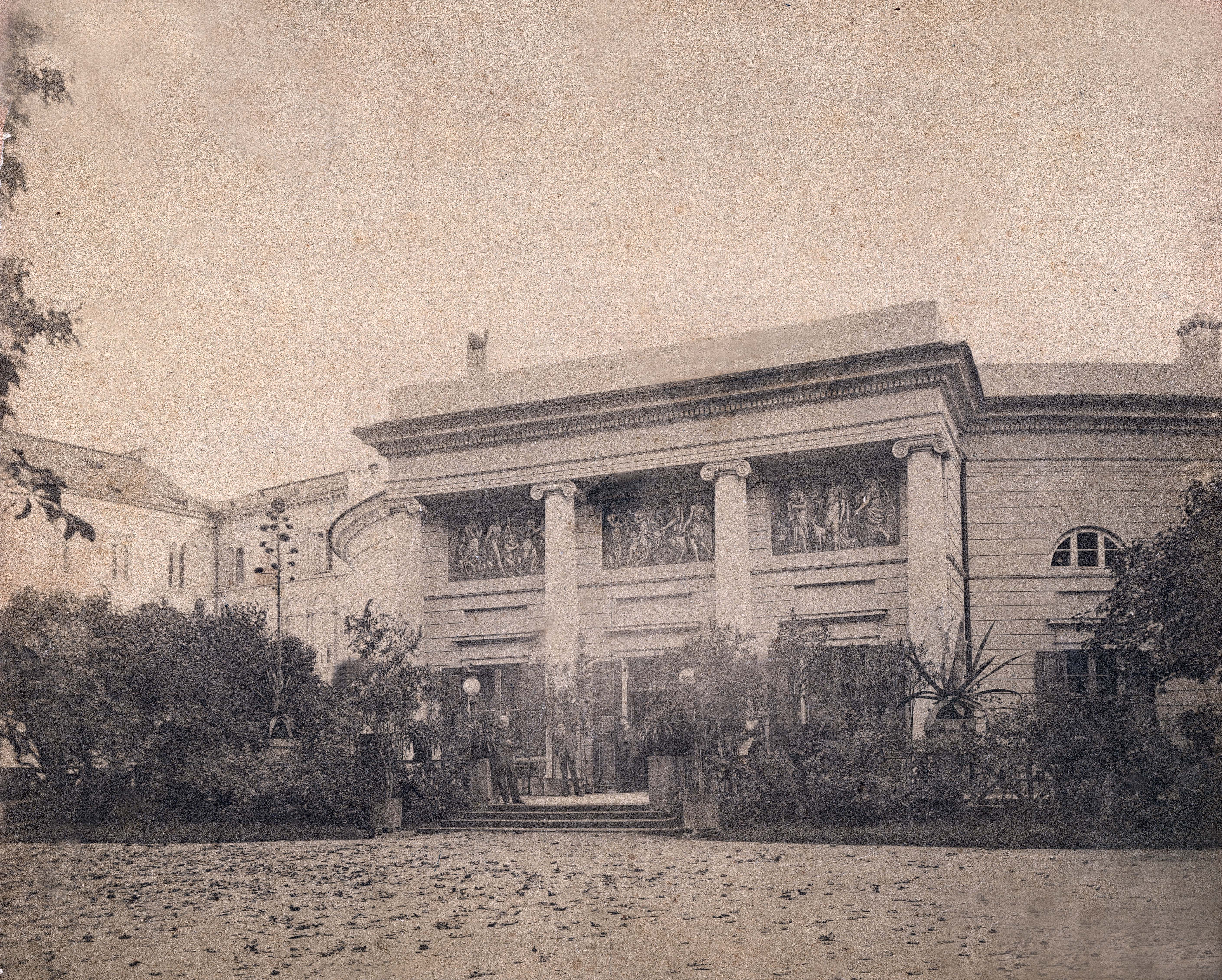
La confiserie Semadeni de Varsovie
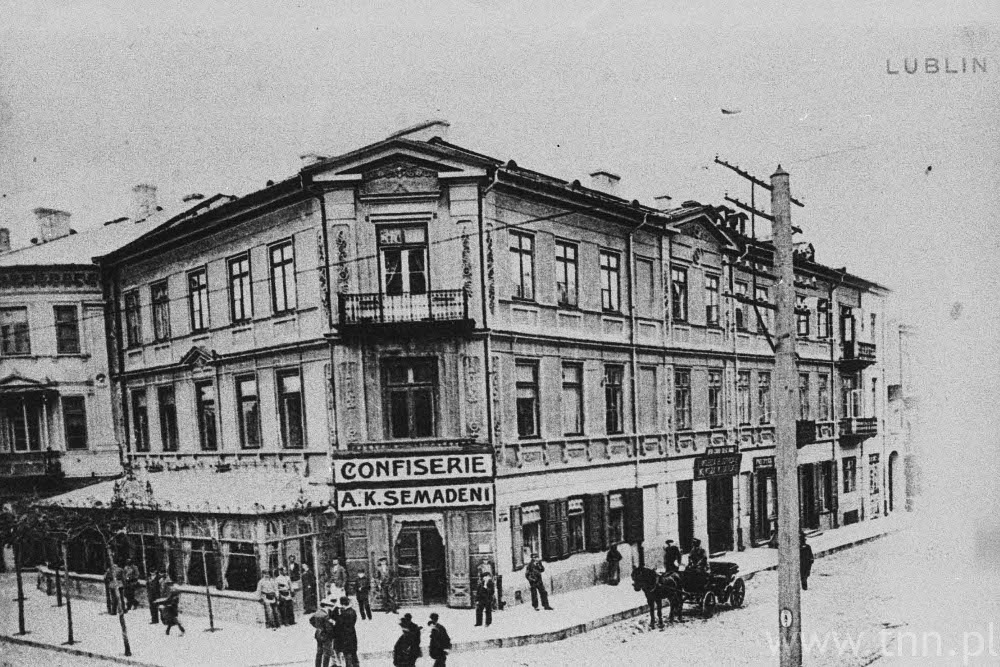
La confiserie Semadeni de Lublin